# Râul Valea Calului, Pogăniș
Râul Valea Calului este un afluent al râului Pogăniș. 

## Hărți
- Harta Județului Caraș-Severin